# 2018년 동계 올림픽 영국 선수단
2018년 동계 올림픽 영국 선수단은 대한민국 평창군에서 개최될 2018년 동계 올림픽에 참가할 예정인 올림픽 영국 선수단이다.

## 메달 집계

### 종목별 참가 선수 및 메달 수
| 종목       | 참가 선수 | 1 | 2 | 3 | 메달 합계 |
| 루지       | 2         |   |   |   |           |
| 바이애슬론 | 1         |   |   |   |           |
| 합계       | 58        | 0 | 0 | 1 | 1         |

## 종목별 성적

### 루지
| 선수              | 세부 종목  | 1차 시기 | 1차 시기 | 2차 시기 | 2차 시기 | 3차 시기 | 3차 시기 | 4차 시기   | 4차 시기   | 합계     | 합계 |
| 선수              | 세부 종목  | 기록     | 순위     | 기록     | 순위     | 기록     | 순위     | 기록       | 순위       | 기록     | 순위 |
| 애덤 로젠         | 남자 1인승 | 48.477   | 25       | 48.410   | 23       | 48.280   | 23       | 진출 못 함 | 진출 못 함 | 2:25.167 | 22   |
| Rupert Staudinger | 남자 1인승 | 49.626   | 33       | 49.259   | 35       | 48.957   | 32       | 진출 못 함 | 진출 못 함 | 2:27.842 | 33   |

### 바이애슬론
| 선수 | 세부 종목 | 기록 | 사격 실수 | 순위 |

### 봅슬레이
| 선수 | 세부 종목 | 1차 시기 | 1차 시기 | 2차 시기 | 2차 시기 | 3차 시기 | 3차 시기 | 4차 시기 | 4차 시기 | 합계 | 합계 |
| 선수 | 세부 종목 | 기록     | 순위     | 기록     | 순위     | 기록     | 순위     | 기록     | 순위     | 기록 | 순위 |

### 프리스타일 스키
| 선수 | 세부 종목 | 예선     | 예선     | 예선     | 예선     | 결선     | 결선     | 결선     | 결선     | 결선     | 결선     |
| 선수 | 세부 종목 | 1차 시기 | 1차 시기 | 2차 시기 | 2차 시기 | 1차 시기 | 1차 시기 | 2차 시기 | 2차 시기 | 3차 시기 | 3차 시기 |
| 선수 | 세부 종목 | 점수     | 순위     | 점수     | 순위     | 점수     | 순위     | 점수     | 순위     | 점수     | 순위     |
|      |           |          |          |          |          |          |          |          |          |          |          |

### 피겨 스케이팅
| 선수 | 세부 종목 | 쇼트 프로그램 | 쇼트 프로그램 | 프리 스케이팅 | 프리 스케이팅 | 합계 | 합계 |
| 선수 | 세부 종목 | 점수          | 순위          | 점수          | 순위          | 점수 | 순위 |